# Apethymus cereus

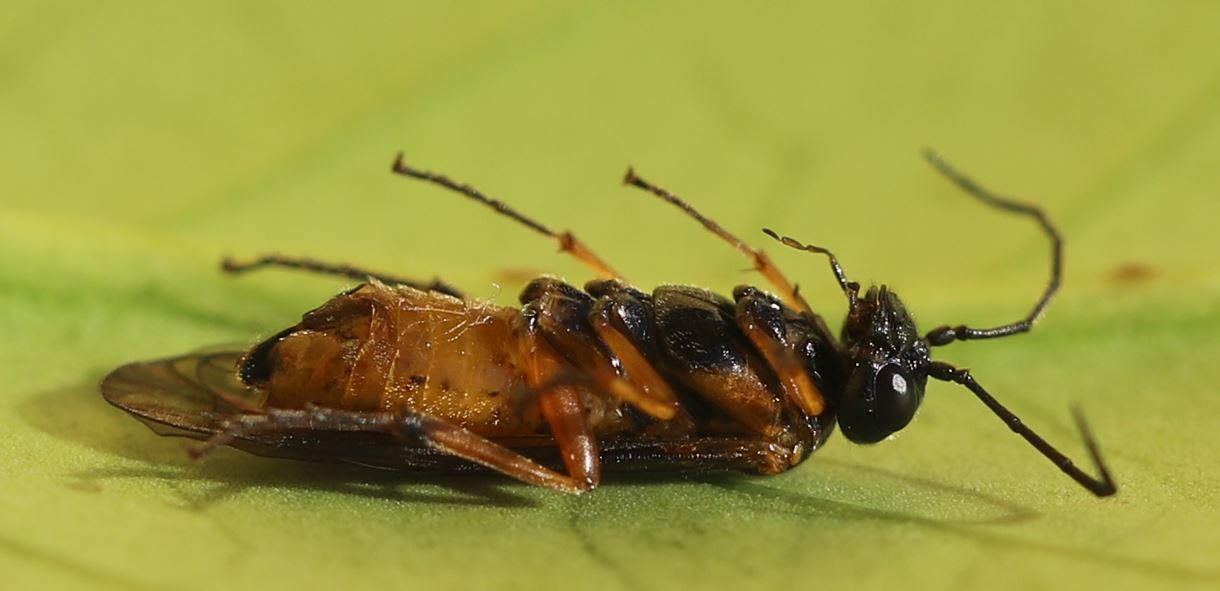
Seitenansicht, Mesopleuron und Sägescheide erkennbar

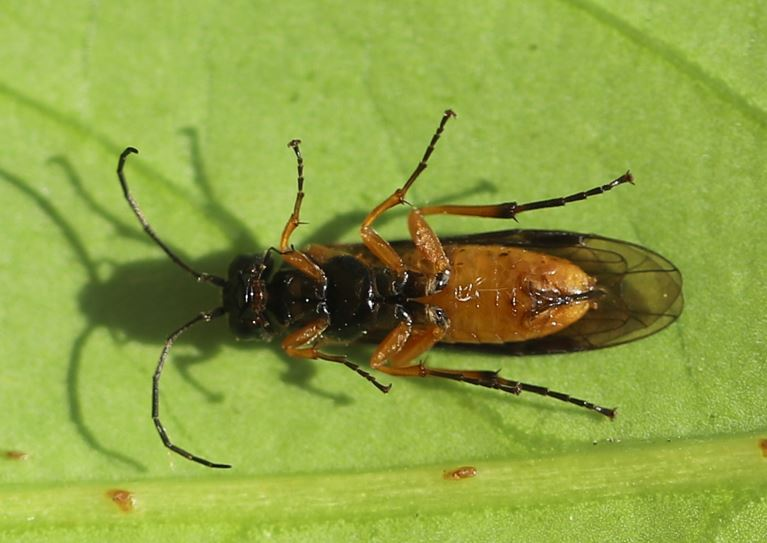
Ventralansicht

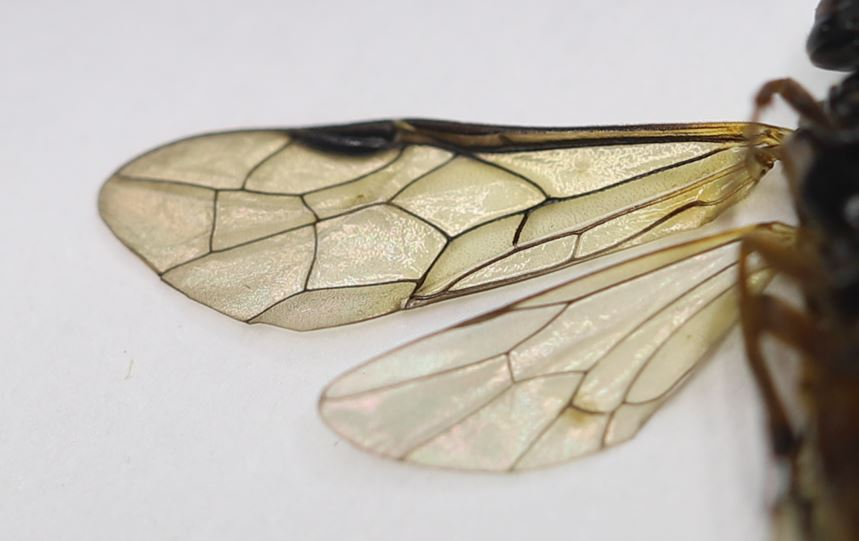
Flügel

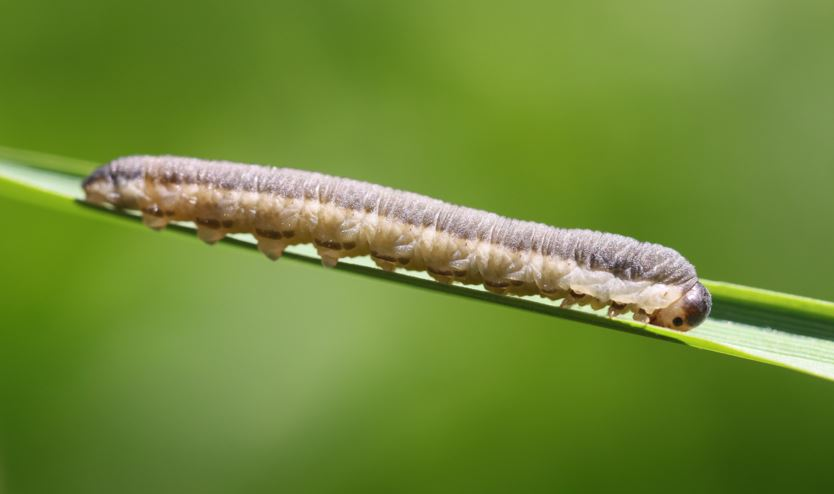
Larve, vermutlich von Apethymus cereus

Apethymus cereus ist eine Pflanzenwespe aus der Familie der Echten Blattwespen (Tenthredinidae). Die Art wurde von dem deutschen Entomologen Johann Christoph Friedrich Klug im Jahr 1818 als Tenthredo cerea erstbeschrieben. Bis zur Revision der Gattung Apethymus durch Koch im Jahr 1988 galt die Pflanzenwespe unter der Bezeichnung Apethymus abdominalis var. cereus (Klug, 1818) als eine Farbvariante von Apethymus filiformis. Das lateinische Art-Epitheton cereus bedeutet „wachsfarben“.

## Merkmale
Die Länge der weiblichen Imagines von Apethymus cereus liegt bei 8–10 mm, die der männlichen bei 7–8 mm. Kopf und Thorax sind schwarz. Das Labrum ist hellbraun. Die schlanken Fühler sind schwarz. Das Pronotum ist an den Seitenrändern sowie an den Ecken des Hinterrandes gelb. Die Tegulae und das Postspiracular-Sklerit sowie die obere Hälfte der Mesopleuren (seitlich sitzende Sklerite) außer deren schmalen Vorderrand sind gelb gefärbt. Die Beine sind überwiegend gelb gefärbt. Die Coxae, die Trochanteren, die apikalen Enden der hinteren Tibien sowie die Tarsen sind weitgehend schwarz gefärbt. Der gewöhnlich gelb gefärbte Hinterleib weist einen schwarzen Vorderrand auf. Die distale Hälfte der Sägescheide ist ebenfalls verdunkelt. Es gibt ähnlich zu Apethymus filiformis Morphen mit schwarzem Hinterleib. Die Basis der Flügel ist gelblich gefärbt, die distale Hälfte schwach grau getrübt. Die Basis der Costa ist gelb, die restlichen Flügeladern sowie das Pterostigma sind dunkelbraun.
Die Larven von A. cereus unterscheiden sich von A. filiformis durch eine deutlich abgegrenzte dunkle obere Kopfhälfte, statt eines ganz hellen Kopfes wie bei A. filiformis.

## Vorkommen
Die Art ist in Mitteleuropa verbreitet. Sie ist schon seit längerem aus Deutschland, Österreich, Ungarn und der Slowakei bekannt. Mittlerweile gibt es Nachweise aus Tschechien und Norditalien (bis zum nördlichen Apennin) sowie den Niederlanden.

## Lebensweise
Die Imagines von Apethymus cereus fliegen im Spätsommer und im Herbst von Mitte September bis Mitte November. Sie legen ihre Eier in die Rinde jüngerer Zweige der Stieleiche (Quercus robur) ab, wo diese überwintern. Im Frühjahr schlüpfen die Larven und fressen an den frisch austreibenden Eichenblättern. Die Flugzeit stimmt mit der von Apethymus filiformis überein. Unterschiede in der Lebensweise der beiden Arten konnten bisher nicht festgestellt werden.

## Parasitoide
Zu den Parasitoiden von Apethymus cereus gehören folgende Schlupfwespen:
- Astiphromma pictum (Unterfamilie Mesochorinae)
- Perilissus albitarsis (Unterfamilie Ctenopelmatinae)